# Le Retour de Sethos
Le Retour de Sethos (Lord of the Silent) est un roman policier historique d'Elizabeth Peters paru en 2001. C'est le 13e titre de la série Amelia Peabody.

## Résumé
Automne 1915 - Pour les archéologues que sont Amélia Peabody et sa famille, l’attirance pour l’Égypte demeure aussi forte que d’habitude, même en ces périodes tendues de la guerre. Mais le désert n’est pas exempt de danger, surtout pour Ramsès et sa merveilleuse épouse Néfret. De nombreux périls poursuivent le jeune couple. La découverte d’un cadavre jeté au beau milieu du site de leurs fouilles est le début d’une sombre histoire de meurtre, de crime et de corruption, tandis que de graves révélations viennent troubler les cœurs : d’anciennes menaces du passé obscurcissent l’avenir de la famille 
Au Caire et à Louxor, l’enquête se poursuit. Qui a osé usurper l’identité du Maître Criminel ? Qui est le maniaque du couteau qui voudrait se mesurer au Frères des Démons ? Ramsès et ses parents réussiront-ils à être enfin sincères les uns avec les autres ? Comment se passent les premiers mois du mariage des jeunes Emerson ?